# Robin Knoche
Robin Knoche (sinh ngày 22 tháng 5 năm 1992) là một cầu thủ bóng đá chuyên nghiệp người Đức thi đấu ở vị trí trung vệ cho câu lạc bộ Union Berlin tại Bundesliga.

## Danh hiệu

### Câu lạc bộ
VfL Wolfsburg
- DFB-Pokal: 2014–15
- DFL-Supercup: 2015